# Боевые дельфины

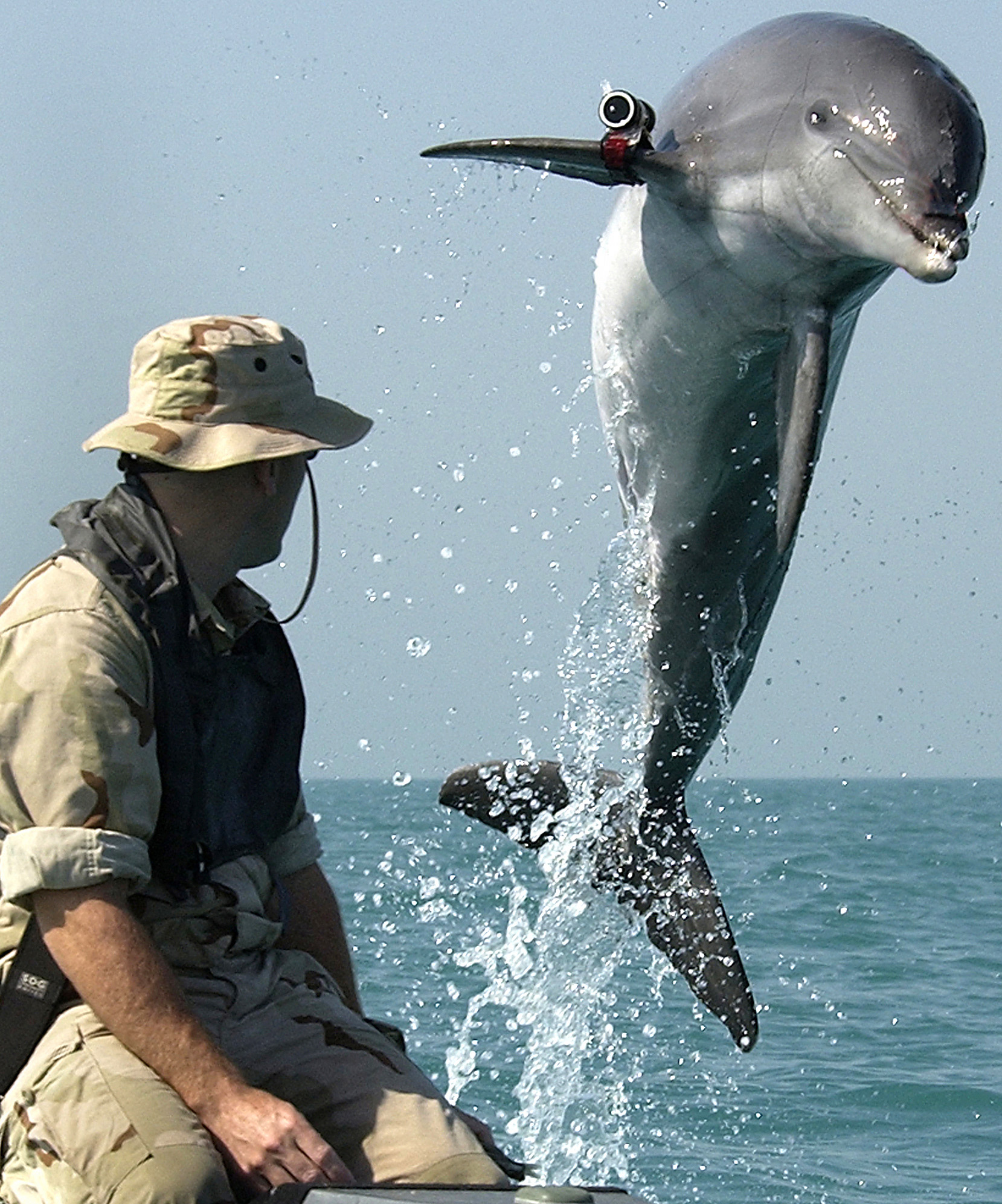
Боевой дельфин программы U.S. Navy Marine Mammal Program по кличке KDog, выполняет разминирование в Персидском заливе во время войны в Ираке

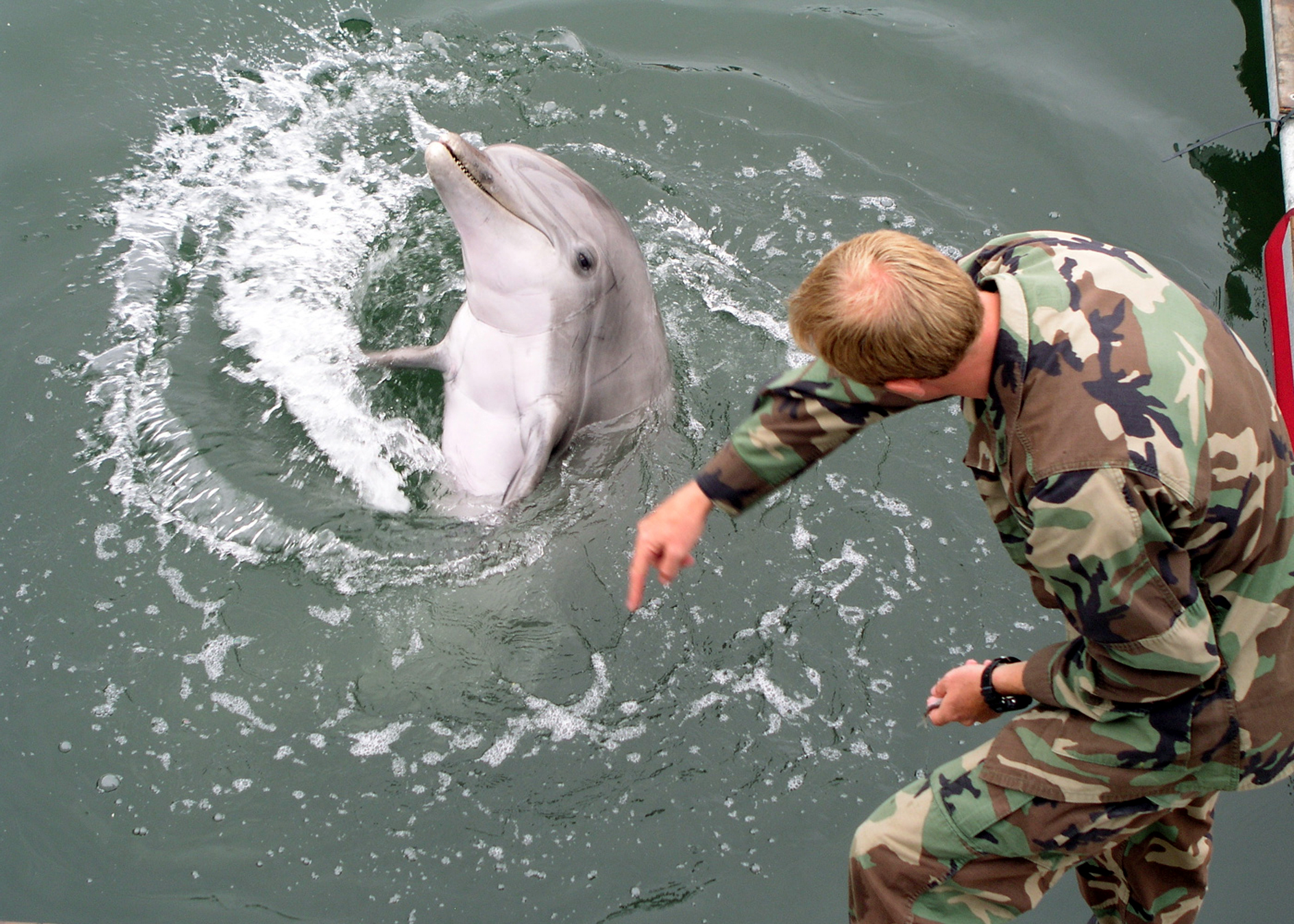
Дельфин во время тренировки

Боевые дельфины — это дельфины, обученные в военных целях. Военные структуры Соединенных Штатов и СССР обучали океанических дельфинов для различных задач, в частности:
- обнаружения подводных мин;
- охраны кораблей и других объектов от вражеских водолазов;
- поиска и спасения своих водолазов, потерянного оборудования.

## История
Впервые использовать дельфинов предложил Эммануил Нобель еще в XIX веке. Однако же его идея была забыта почти на целый век. Активно началось исследование поведения животных в 1950 годах. Ученые в США и СССР имели разные цели и разработки велись в разные стороны.

## Боевые дельфины в США

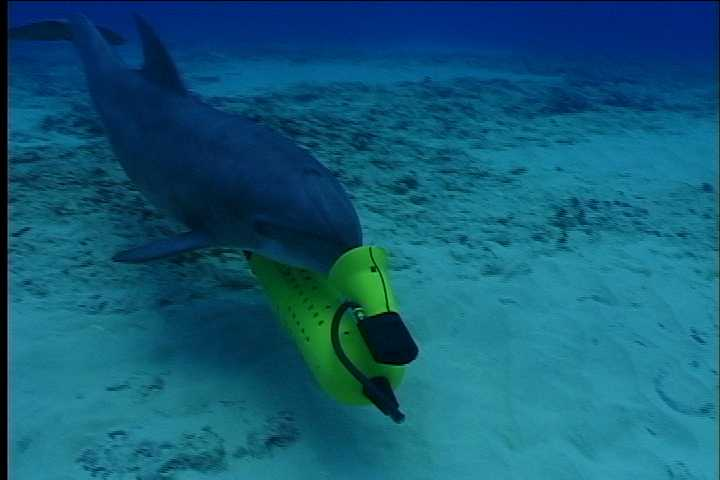
дельфинов обучают обнаруживать и отмечать расположение мин, лежащих или зарытых на дне моря или океана

ВМС США с 1960 года осуществляет программу по работе с дельфинами и морскими львами для усиления обороны. ВМС США обучали дельфинов и морских львов в ходе программы U.S. Navy Marine Mammal Program, которая базировалась в Сан-Диего, штат Калифорния. Военных дельфинов использовали ВМС США во время Первой и Второй войны в Персидском заливе. Около 75 дельфинов участвовали в этой операции.
Военно-морской флот проводил множество испытаний с различными морскими животными, чтобы определить наилучшего для обучения. Испытания проводились над более чем 19 видами, в том числе акулами и птицами. В конце концов, афалины и калифорнийский морской лев были признаны наиболее подходящими. Преимуществом афалин является их высокоразвитая способность к эхолокации, которая помогает им находить подводные мины. Морские львы безупречно видят под водой, что позволяет им обнаруживать вражеских подводников. В 2007 году, ВМС США потратили $ 14 млн на использование морских млекопитающих как оружие в свои программы обучения, таких, как восстановление объекта и обнаружения мин.
Обучение военных дельфинов включало обнаружение подводных мин, нахождения вражеских комбатантов, поиск и уничтожение подводных лодок с использованием методов камикадзе. Были даже предположения о возможности установления сложного оборудования, например, устройств гидролокаторных помех, поисковых и так далее. ВМС США отрицает, что когда-либо обучали своих морских млекопитающих причинять ущерб или вред людям, а также доставлять оружия для уничтожения вражеских судов.
В 2005 году в прессу попала информация, что некоторые американские военные тренируют дельфинов на озере Понтчартрейн. А один из них бежал во время урагана «Катрина». ВМС США отклонил эти рассказы, как глупость или обман, хотя они могут считаться вполне правдивыми.
На тренировочных базах за морскими животными ведется уход профессиональными ветеринарами, ветеринарными техниками, и высококвалифицированными морскими биологами и ксенохирургами. Врачи и персонал круглосуточно следят за ними, поэтому животные получают помощь при первой необходимости. Целью персонала является поддержание дельфинов и морских львов в здоровой и пригодной форме, для чего и проводятся регулярные медицинские осмотры, спецпитание, а также сбор разного рода данных и тренировки.
Дельфинов и морских львов разделили на пять команд, которые входят во Флот Морских Млекопитающих. Одна команда специализируется на обнаружении моряков, три команды — на обнаружении мин, а последняя команда — на обнаружении других объектов. Задача на быстрое реагирование этого флота заключается в том, чтобы мобилизовать команду и быть в нужном месте в течение отведенного времени. Обучают дельфинов тщательнее, чем полицейских или охотничьих собак. Дельфины также получают награды, например, вкусную рыбу за правильное выполнение задачи.

## В СССР и СНГ
ВМФ СССР в 1965 году создал научно-исследовательский центр на побережье Чёрного моря, который изучал военное использование морских млекопитающих. Первым начальником центра был назначен заслуженный мастер спорта по подводному плаванию, командир отряда разведчиков в годы Великой Отечественной войны, капитан 1 ранга В. А. Калганов. Центр работал в Казачьей бухте, в Севастополе. Одним из ведущих специалистов центра с 1968 была Галина Шурепова.
Боевых дельфинов с 1975 года использовал 102-й ОБ ПДСС Черноморского флота.
В начале 1990-х годов обучение дельфинов для военных целей было прекращено.
В 2000 году пресса сообщила, что дельфины из севастопольского дельфинария были проданы в Иран. Но на самом деле в Иран на остров Киш переехал театр морских млекопитающих «Аквамарин».
В октябре 2012 года было объявлено, что ВМФ России возобновляет работу Севастопольской базы по подготовке боевых дельфинов. Основной задачей последних тренировок ставилось обнаружение предмета под водой в ссылке написано, что Украина возобновляет тренировку дельфинов, а не Россия
26 марта 2014 года ВМФ России объявил, что возьмёт на службу крымских боевых дельфинов.
9 марта 2016 года на сайте государственных закупок появился заказ на покупку пяти дельфинов для министерства обороны РФ. Согласно заказу дельфины должны быть не младше трёх лет, не старше пяти и должны быть доставлены в Севастополь не позже 1 августа 2016 года.